# Bengkolan Dua
Bengkolan Dua is een bestuurslaag in het regentschap Kerinci van de provincie Jambi, Indonesië. Bengkolan Dua telt 1364 inwoners (volkstelling 2010).